# Karol Bielecki
Karol Bielecki, poljski rokometaš, * 23. januar 1982, Sandomierz.
Leta 2008 je na poletnih olimpijskih igrah v Pekingu v sestavi poljske reprezentance osvojil 5. mesto.